# Бахаме на Светском првенству у атлетици на отвореном 2023.
Бахаме су учествовале на 19. Светском првенству у атлетици на отвореном 2023. одржаном у Будимпешти од 19. до 27. августа деветнаести пут, односно, учествовали су на свим првенствима одржаним до данас. Репрезентацију Бахаме представљало је 11 спортиста (6 мушкараца и 5 жена), који су се такмичили у 10 дисциплина (5 мушких и 5 женских). ,
На овом првенству такмичари Бахама нису освојили ниједну медаљу.
У табели успешности према броју и пласману такмичара који су учествовали у финалним такмичењима (првих 8 такмичара) Бахаме су са 2 учесника у финалу делили 44. место са 8 бодова.
| Плас. | Земља  | 1. место | 2. место | 3. место | 4. место | 5. место | 6. место | 7. место | 8. место | Бр. финал. | Бод. |
| ----- | ------ | -------- | -------- | -------- | -------- | -------- | -------- | -------- | -------- | ---------- | ---- |
| =44.  | Бахаме | 0        | 0        | 0        | 1        | 0        | 1        | 0        | 0        | 2          | 8    |

## Учесници
| Мушкарци: - Terrence Jones — 100 м - Стивен Гардинер — 400 м - Алонзо Расел — 400 м - Шаким Хол-Смит — 400 м препоне - Доналд Томас — Скок увис - Лакуан Наирн — Скок удаљ | Жене: - Антоник Стракан — 200 м - Шони Милер Уибо — 400 м - Девин Чарлтон — 100 м препоне - Каризма Тејлор — Троскок - Рема Отабор — Бацање копља |  |

## Резултати

### Мушкарци
| Атлетичар       | Дисциплина    | Лични рекорд | Квалификације      | Квалификације      | Полуфинале            | Полуфинале            | Финале                | Финале               | Детаљи |
| Атлетичар       | Дисциплина    | Лични рекорд | Резултат           | Место              | Резултат              | Место                 | Резултат              | Место                | Детаљи |
| --------------- | ------------- | ------------ | ------------------ | ------------------ | --------------------- | --------------------- | --------------------- | -------------------- | ------ |
| Terrence Jones  | 100 м         | 9,91         | 10,32              | 6. у гр. 6         | Није се квалификовао  | Није се квалификовао  | Није се квалификовао  | 42 / 71 (75)         |        |
| Стивен Гардинер | 400 м         | 43,48        | 44,65              | 1. у гр. 1         | Није завршио трку     | Није завршио трку     | Није се квалификовао  | Није се квалификовао |        |
| Алонзо Расел    | 400 м         | 44,73        | 46,95              | 6. у гр. 2         | Нису се квалификовали | Нису се квалификовали | Нису се квалификовали | 41 / 41 (45)         |        |
| Шаким Хол-Смит  | 400 м препоне | 49,25        | 49,61              | 7. у гр. 5         | Нису се квалификовали | Нису се квалификовали | Нису се квалификовали | 29 / 41 (43)         |        |
| Доналд Томас    | Скок увис     | 2,37         | 2,25               | 9. у гр. А         |                       |                       | Није се квалификовао  | 16 / 35 (36)         |        |
| Лакуан Наирн    | Скок удаљ     | 8,22         | Без исправог скока | Без исправог скока | Није се квалификовао  | Није се квалификовао  |                       |                      |        |

### Жене
| Атлетичарка     | Дисциплина    | Лични рекорд | Група            | Група       | Полуфинале            | Полуфинале            | Финале                | Финале      | Детаљи |
| Атлетичарка     | Дисциплина    | Лични рекорд | Резултат         | Место       | Резултат              | Место                 | Резултат              | Место       | Детаљи |
| --------------- | ------------- | ------------ | ---------------- | ----------- | --------------------- | --------------------- | --------------------- | ----------- | ------ |
| Антоник Стракан | 200 м         | 22,15        | 22,31(.309) КВ   | 1. у гр. 1  | 22,30 кв              | 3. у гр. 2            | 22,29                 | 6 / 44 (45) |        |
| Шони Милер Уибо | 400 м         | 48,36 НР     | 52,65            | 7. у гр. 3  | Није се квалификовала | Није се квалификовала | Није се квалификовала | 37 / 48     |        |
| Девин Чарлтон   | 100 м препоне | 12,46 НР     | 12,44 КВ, НР, ЛР | 2. у гр. 3  | 12,49(.484) КВ        | 2. у гр. 1            | 12,52                 | 4 / 43      |        |
| Каризма Тејлор  | Троскок       | 14,88        | 13,51            | 13. у гр. Б |                       |                       | Нису се квалификовале | 29 / 36     |        |
| Рема Отабор     | Бацање копља  | 59,75        | 53,62            | 15. у гр. Б | 33 / 34 (36)          |                       | Нису се квалификовале |             |        |